# Tonengo
Tonengo (piemontiul: Tonengh) település Olaszországban, Piemont régióban, Asti megyében. Lakosainak száma 210 fő (2023. január 1.). Tonengo Aramengo, Casalborgone, Cavagnolo, Cocconato, Lauriano és Moransengo községekkel határos.

## Népesség
A település lakossága az elmúlt években az alábbi módon változott:
| Lakosok száma | 240  | 244  | 210  |
|               | 2017 | 2018 | 2023 |